# Lancia Alfa
El Lancia Alfa  o Lancia 12 HP fue el primer coche producido por Lancia y presentado por Vincenzo Lancia en el VII Salón del Automóvil de Turín, (celebrado entre el 18 de enero y el 2 de febrero de 1908). Este coche hizo sus primeras pruebas en septiembre de 1907, empezando su producción en 1908. El coche fue llamado en un principio como tipo 51 y renombrado a una de las letras del alfabeto griego, la letra Alfa. Se vendieron más de cien ejemplares del coche, siendo adaptado también para las carreras.

## Datos
El coche tenía una velocidad de 90 km/h y un motor de 4 cilindros en línea de 2544 cc, con 28 CV de potencia y que giraba en torno a las 1800 revoluciones por minuto.